# Kalosz

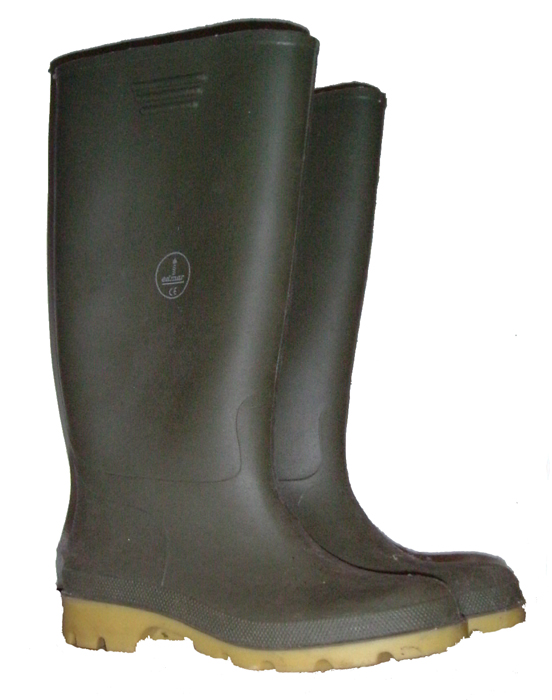
Kalosze do pół łydki

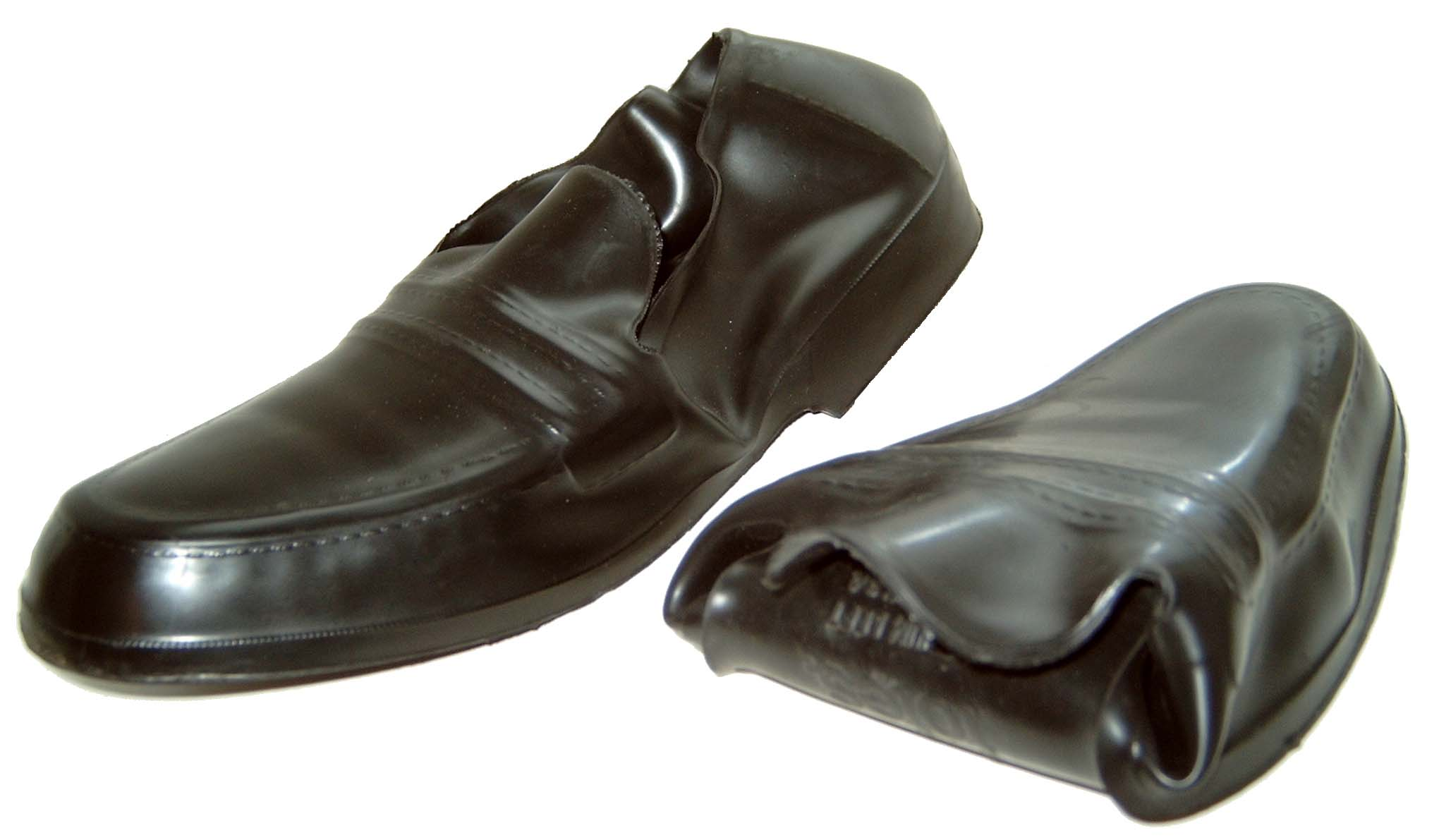
Niskie kalosze nakładane na obuwie

Kalosze (gumowce, gumiaki) – gumowe obuwie chroniące nogi lub buty przed zamoczeniem.
Pierwotnie była to jedynie osłona na obuwie: bardzo niskie, tylko do kostki, zakładano je na buty, aby je chronić przed zabrudzeniem i zamoczeniem. Po dojściu na miejsce można było kalosze zdjąć i chodzić w butach lub kapciach. W niektórych państwach ten typ jest nadal bardzo popularny, w Polsce obecnie są w tej postaci rzadko używane.
Inny rodzaj kaloszy, to wyższe (nawet do kolan), gumowe buty używane przez grupy robocze pracujące na otwartej przestrzeni, np. robotników budowlanych, rolników, a także turystów, wędkarzy, rybaków, grzybiarzy i inne osoby mające częsty kontakt z mokrym podłożem. Często używane również przez małe dzieci. Ten rodzaj obuwia bywa znany w handlu jako „buty gumowe”.
Odmianą kaloszy są tzw. gumofilce – ocieplane buty z gumową podeszwą i stopą oraz filcową cholewą do połowy łydki. Wykorzystywane są w przemyśle i rolnictwie, a niekiedy też w wojsku, szczególnie zimą.
Coraz częściej guma w kaloszach i gumofilcach zastępowana jest tworzywami sztucznymi, jak PCW.
Istnieją też specjalistyczne kalosze dla zwierząt, np. dla koni.